# Fuggerzeitungen

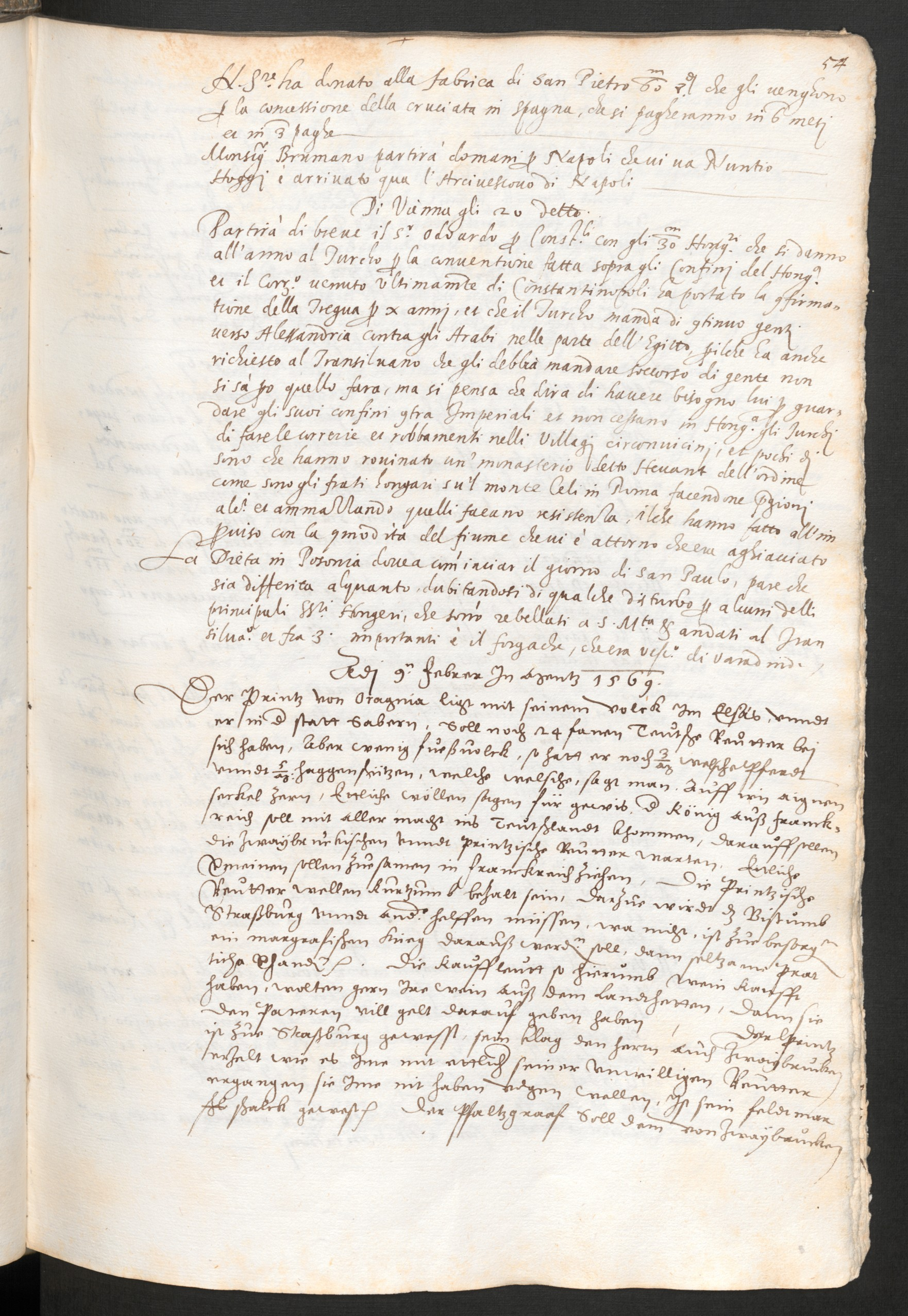
Il Fuggerzeitung sel 20 gennaio 1568

Fuggerzeitungen è il nome convenzionale con cui si indica la collezione di notiziari manoscritti raccolti tra il 1568 e il 1605 dai banchieri austriaci Octavian Secundus e Philipp Edward Fugger. I Fuggerzeitungen sono un precursore del moderno quotidiano.
I Fuggerzeitungen contano complessivamente 16.021 fogli di notizie in 27 volumi in folio e sono le più note tra le cosiddette Kaufmannsbriefen lettere scambiate all'interno dei circuiti commerciali del tardo medioevo e della prima età moderna. I testi venivano scritti principalmente da dipendenti, amici o agenti dei destinatari e, in misura minore, da redattori specializzati.
I Fuggerzeitungen sono oggi conservati presso i Sammlung von Handschriften und alten Drucken della Biblioteca nazionale austriaca.